# Star Wars (jogo eletrônico de 1991)
Star Wars é um jogo eletrônico de ação baseado no filme homônimo de 1977. Foi lançado pela Victor Interactive Software para o Family Computer no Japão, em 15 de novembro de 1991; e pela JVC para o Nintendo Entertainment System na América do Norte em novembro de 1991 e na Europa em 26 de março de 1992. Uma venda por catálogo oficial "Hint Book" foi disponível para o jogo após o seu lançamento.
Duas versões para consoles de jogos portáteis foram lançadas. Uma para o Game Boy foi desenvolvida pela NMS Software e publicada pela Capcom e lançada pouco menos de um ano depois em 1992. Outra para o Game Gear foi desenvolvida pela Tiertex Design Studios e publicada pela U.S. Gold e lançada em 1993. Uma versão do Master System também foi lançada.

## Sinopse
O objetivo do jogo é muito mais estreito do que o enredo de Uma Nova Esperança, onde o usuário (jogando com o personagem Luke Skywalker) tem que pilotar um landspeeder em Tatooine, encontrar R2-D2 numa Sandcrawler, Obi-Wan Kenobi em uma caverna, e Han Solo na cantina de Mos Eisley. Depois de encontrar todos os personagens, o usuário navega a Millennium Falcon (em uma perspectiva de primeira pessoa) através de um campo de asteroides até chegar na Estrela da Morte. Depois de chegar na Estrela da Morte, o usuário é obrigado a destruir o gerador de raio trator, resgatar a Princesa Leia.

### Outras Versões
A versão Sega Game Gear teve alguns níveis exclusivos. Nessa versão o jogador começa com Leia entregando os planos roubados para R2-D2. O speeder sobre planeta nessa versão não existe, substituído por cerca de três níveis.

## Recepção
The Electric Playground deu à versão Game Gear 7 em 10 e escreveu: "Star Wars apresenta um impressionante design artístico e algumas surpresas técnicas. Ainda é um dos jogos mais inteligentes disponíveis para o portátil de 8 bits da Sega".